# Stanley Goble
Stanley James "Jimmy" Goble (Croydon, 21 de agosto de 1891 - Heidelberg, 24 de julho de 1948) foi um militar australiano que atingiu o posto de Vice Marechal do Ar, tendo serviço como Chefe do Estado-maior da Real Força Aérea Australiana. Juntamente com Ivor McIntyre, tornou-se na primeira pessoa a circumnavegar o continente australiano por via aérea, voando cerca de 13 600 km num hidroavião monomotor.